# Línia evolutiva de Lechonk
Aquesta línia evolutiva de Pokémon inclou Lechonk i Oinkologne.

## Lechonk
Lechonk és una de les espècies que apareixen a la franquícia Pokémon, una sèrie de videojocs, anime, mangues, llibres, cartes col·leccionables i altres mitjans que va ser inventada per Satoshi Tajiri i ha generat milers de milions de dòlars en beneficis per a Nintendo i Game Freak. És de tipus normal i evoluciona a Oinkologne.
Durant el joc es pot pujar de nivell per a evolucionar-lo una vegada arriba al nivell 18.

### En els videojocs
Va fer el seu debut en el joc Pokèmon Escarlata i Púrpura, per tant va aparèixer per primera vegada en un joc el 18 de novembre de 2022, data de llançament d'aquest videojoc.
En el mes d'abril de 2023 es va fer un event en el qual es regalava aquest Pokémon en el videojoc Pokèmon Escarlata i Púrpura al anar a una tenda de videojocs, en Espanya es va repartir en la tenda GAME. La peculiaritat d'aquest Lechonk va ser que es convertia en un Pokèmon de tipus volador.
En Pokèmon UNITE va aprèixer també durant l'event de abril de 2023, en aquest cas hi havia que donar-li una baya per a rebre regals dins d'aquest joc.

## Oinkologne
Oinkologne és una de les espècies que apareixen a la franquícia Pokémon, una sèrie de videojocs, anime, mangues, llibres, cartes col·leccionables i altres mitjans que va ser inventada per Satoshi Tajiri i ha generat milers de milions de dòlars en beneficis per a Nintendo i Game Freak. És de tipus normal. Evoluciona de Lechonk.